# Ricardo Nauman
Ricardo Nauman är en ort i Mexiko.   Den ligger i kommunen Tuzantán och delstaten Chiapas, i den sydöstra delen av landet, 900 km sydost om huvudstaden Mexico City. Ricardo Nauman ligger 66 meter över havet och antalet invånare är 183.
Terrängen runt Ricardo Nauman är varierad. Runt Ricardo Nauman är det ganska tätbefolkat, med 207 invånare per kvadratkilometer. Närmaste större samhälle är Huixtla, 3,8 km väster om Ricardo Nauman. I omgivningarna runt Ricardo Nauman växer i huvudsak städsegrön lövskog.